# ウラジーミル2世モノマフ

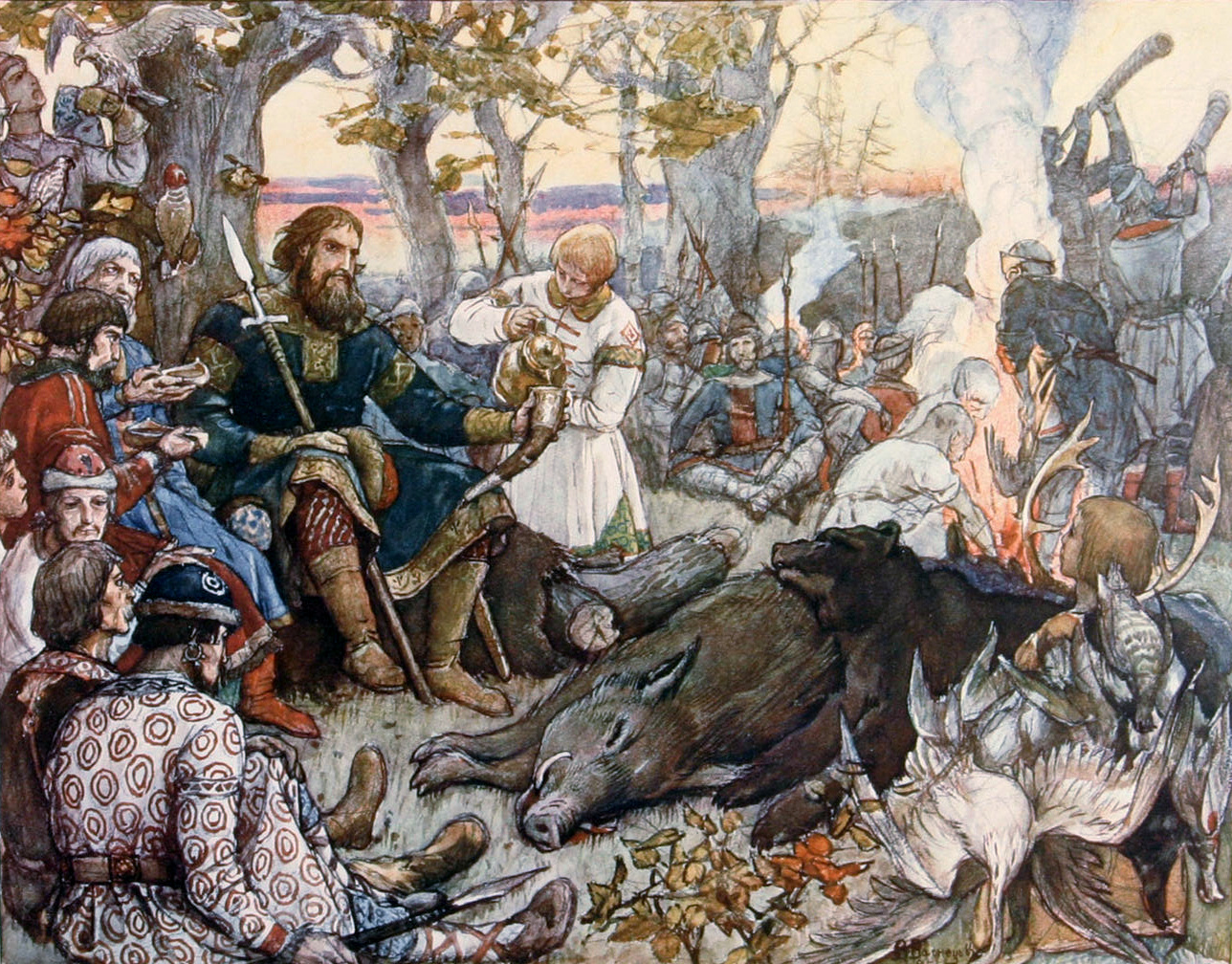
「狩猟中に休息をとるモノマフ」ヴィクトル・ヴァスネツォフ画、1900年頃

ウラジーミル2世モノマフまたヴォロディームィル2世モノマフ（1053年 - 1125年5月19日）は、キエフ大公（在位：1113年 - 1125年）。洗礼名はヴァシーリー。父はフセヴォロド1世、母は東ローマ皇帝コンスタンティノス9世モノマコスの娘。ヤロスラフ1世の孫。息子にムスチスラフ1世、ユーリー・ドルゴルーキーらがいる。

## 生涯
相次ぐ内乱や外寇で衰えていた大公国を中興し、後世もっとも人気のあるキエフ大公となった。ウラジーミルはポーロヴェツ族（キプチャクないしはクマン）との戦いで戦果を上げ、キエフ大公国全体の統一を回復した。モノマフのあだ名は、母方の祖父にあたる東ローマ皇帝コンスタンティノス9世モノマコスにちなむ。ウラジーミルは母方の系譜を通じて東ローマ皇帝家さらにはロマノス1世レカペノスやアルメニア出身のレオーン5世の血筋に属していた。これは外交面で大きな利点となった。
先代のキエフ大公スヴャトポルク2世とは従兄弟の関係になる。スヴャトポルクの治世中は、有力な諸公の一人として、緊張した対立関係にあった。1093年以降、ウラジーミルは、自らの相続地であるペレヤスラヴリ・ルースキーのほか、北方のスズダリ、ロストフを支配し、のちに大公国の首都となるウラジーミルを含め、いくつかの都市を建設した。また内紛を解消し遊牧民との戦いに備えることを目的とした諸公会議を3度組織した。キエフ・ルーシでは兄弟への分割相続が行われ領地の相続権を争う内紛が絶えなかった。1097年リューベチでの諸公会議で、それぞれの相続地を現状固定する合意が結ばれた。しかしその後も諸公同士の内紛は続いた。1096年には、スヴャトポルクに従いポーロヴェツ族の遠征にも同行した。
1113年スヴャトポルクが没すると、キエフの住民はただちに暴動を起こし、ウラジーミルの即位を求めた。ウラジーミルはキエフに平和裡に入城し、以後1125年まで公位を保った。ウラジーミルは精力的に活動した。彼自身の言葉によれば、生涯に「大きな遠征を83回行った」。また内政面では、祖父ヤロスラフ1世の作った法規ルースカヤ・プラウダを詳細化し補完する「モノマフの法典」を作った。ウラジーミルは服属しない諸公から領地を没収し、息子たちに与えることで、最終的に国土の大部分を支配下に置いた。ウラジーミルの死後は息子ムスチスラフ1世が後を継ぎ、公国の安定を維持した。

## 子女
ウラジーミルは三度結婚した。最初の妻ハロルド2世の娘であるウェセックスのギータからはムスチスラフ1世を含む5人の息子を得た。
- ムスチスラフ1世 （1076年 - 1132年） - キエフ大公
- イジャスラフ（1077/8年 - 1096年9月6日） - クルスク公
- スヴャトスラフ（1114年3月16日没） - スモレンスクおよびペレヤスラヴリ公
- ヤロポルク2世（1082年 - 1139年2月18日） - キエフ大公
- ヴャチェスラフ1世（1083年? - 1154年2月2日没） - キエフ大公

最初の妻か二番目の妻か所生のはっきりしない娘が一人ある。
- マリヤ(ru)（1146年没） - ロマノス4世ディオゲネスの息子と称して東ローマ皇帝を僭称したレオン・ディオゲネスと結婚。

再婚相手はコンスタンティノポリスの貴族の娘エフィミヤであった。
- ロマン（1119年1月6日没） - ヴォルィーニ公
- エウフェミヤ（1139年4月4日没） - ハンガリー王カールマーンと結婚
- アガフィヤ - グロドノ公フセヴォロドコと結婚
- ユーリー・ドルゴルーキー（1099年頃 - 1157年5月15日） - キエフ大公
- アンドレイ（1102年6月11日 - 1141年） - ヴォルィーニ公